# Base aérienne 160 Dakar-Ouakam

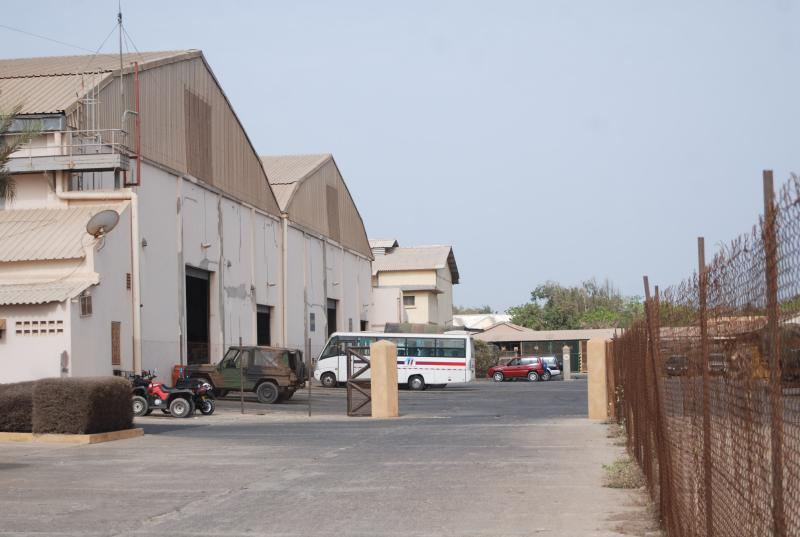
Infrastructures de la base de Ouakam

La base aérienne 160 Dakar-Ouakam Colonel Frédéric Geille était une base aérienne de l'Armée de l'air française, située dans la partie militaire au sud de l'aéroport international Léopold-Sédar-Senghor dans la commune de Ouakam, à Dakar, au Sénégal. Elle est fermée depuis le 31 juillet 2011. Les Forces françaises du Cap-Vert (FFCV) ont été dissoutes et les Éléments français au Sénégal (EFS) créés.

## Cérémonie de départ des FFCV
Présidée par le vice-amiral d'escadre Philippe Combes, la cérémonie s'est déroulée le 9 juin 2010.

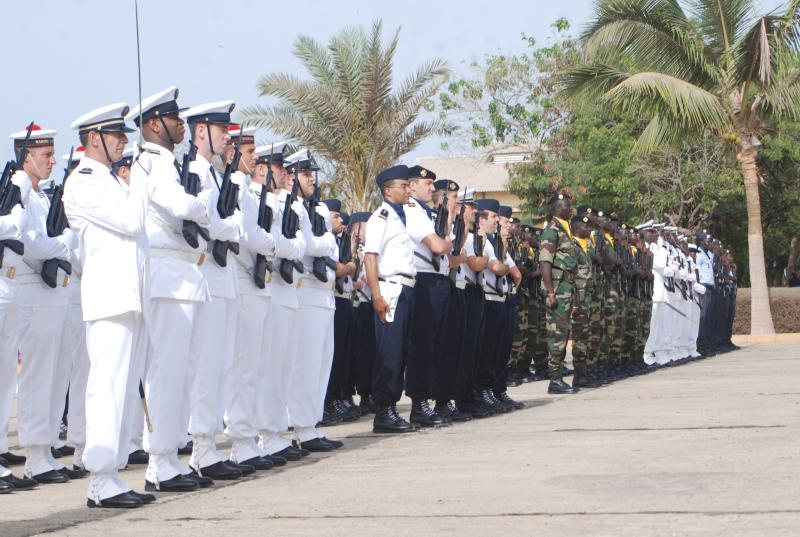
Unités françaises et sénégalaises
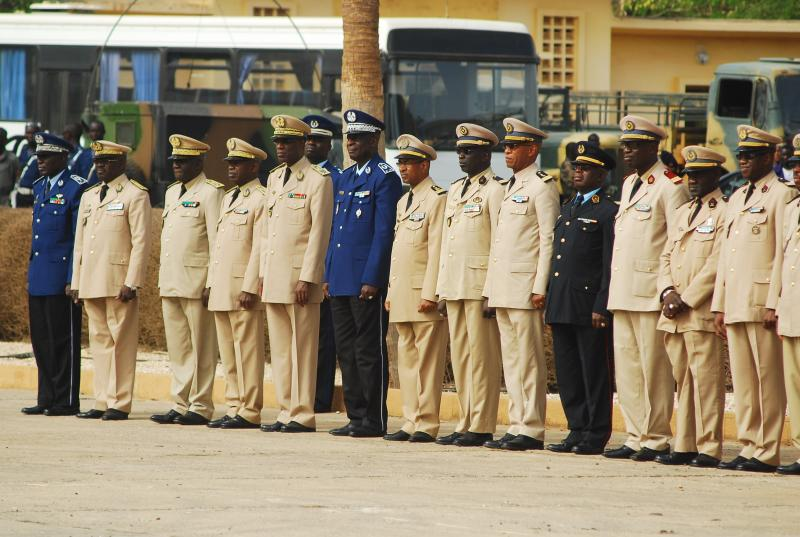
Officiers sénégalais
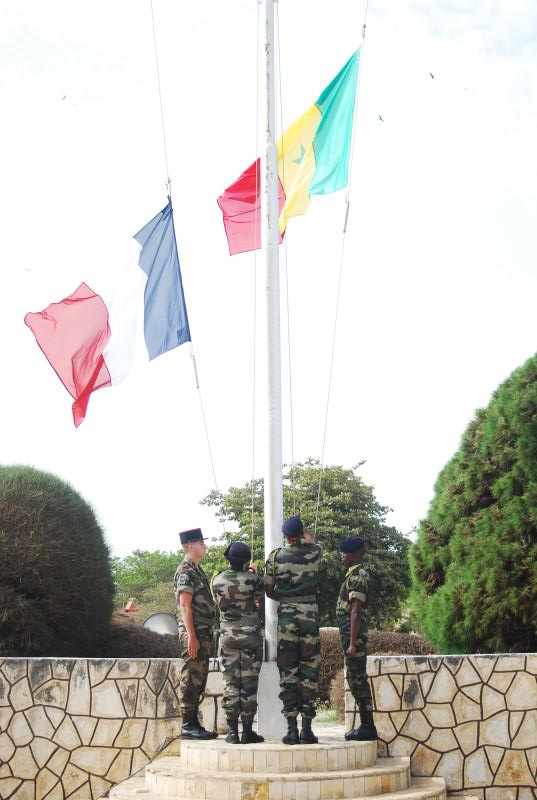
Drapeaux français et sénégalais
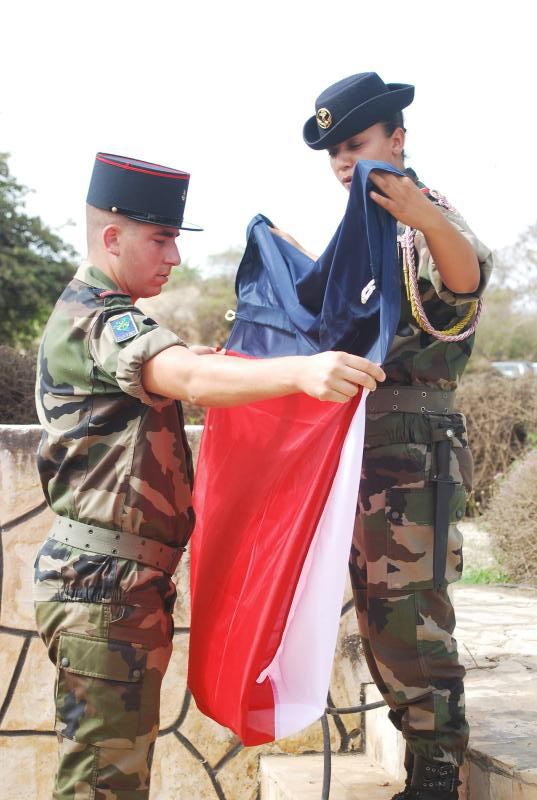
Rangement du drapeau français

## Activités
Au niveau sportif, un club de rugby à XV, Les Charognards de la BA 160, comptait en 2008/2009 une centaine de licenciés.